# Nick Leverett
Nicholas Leverett Leverett (Charlotte, 11 gennaio 1997) è un giocatore di football americano statunitense che milita nel ruolo di guardia per i New England Patriots della National Football League (NFL).

## Carriera

### Tampa Bay Buccaneers
Al college Leverett giocò a football alla North Carolina Central University (2015-2018) e all’Università Rice (2019). Dopo non essere stato scelto nel Draft firmò con i Tampa Bay Buccaneers il 5 maggio 2020. Rimase con la squadra, principalmente nella squadra di allenamento, fino al 27 gennaio 2021, quando fu brevemente svincolato. Il 10 febbraio 2021 rifirmò con i Buccaneers ma ciò gli impedì di essere parte della squadra che vinse il Super Bowl LV il 7 febbraio. Nel primo turno della stagione 2021, Leverett fu parte del roster attivo per la gara contro i Dallas Cowboys a causa dell’infortunio del linebacker Cam Gill. Quell’anno disputò due partite. L’anno seguente salì a 11 presenze, di cui 10 come titolare, mentre nel 2023, l’ultima stagione a Tampa Bay, disputò solo tre gare, nessuna delle quali come partente.

### New England Patriots
Il 15 marzo 2024 Leverett firmò con i New England Patriots.